# سيرج سافارد
سيرج سافارد (من مواليد 22 يناير 1946) هو رجل دفاع كندي محترف سابق في لعبة الهوكي على الجليد، لعب مع فريق مونتريال كنديانز في دوري الهوكي الوطني. وهو نائب الرئيس الأول لعمليات الهوكي في مونتريال كنديانز. وهو أيضًا رجل أعمال محلي في مونتريال، ولُقب ب «السيناتور». أُختير في عام 2017 في أعظم 100 لاعب في دوري الهوكي الوطني.

## مهنة اللعب
لعب سافارد هوكي في الدوري الصغير مع مونتريال جونيور كنديانز، ثم مع أوماها نايتس. بعد اللعب مع فريق مونتريال جونيور كنديانز، بدأ اللعب مع فريق مونتريال كنديانز في عام 1966. وفي موسم 1968-1969، وهو ثاني موسم كامل له في الدوري الوطني للهوكي الوطني، قاد الفريق الكندي للفوز بكأس ستانلي للمرة الثانية على التوالي، ليصبح أول دفاع يفوز بسباق كون. لعب سافارد لكندا في سلسلة القمة عام 1972 ضد الاتحاد السوفيتي. كان فريق كندا 4-0-1 عندما كان سافارد في التشكيلة الأساسية. لم يلعب في الخسارة الافتتاحية في المنتدى في مونتريال لكنه كان في التشكيلة الأساسية للمباراتين 2 و 3 في تورونتو ووينيبيغ (فوز وتعادل على التوالي). لقد عانى من كسر شعري في ساقه مما أجبره على الجلوس خارج خسارة كندا في المباراتين 4 و 5. وعاد إلى التشكيلة للمباريات 6 و 7 و 8، وكلها انتصارات لكندا.